# Elaeocarpus dolichostylus
Elaeocarpus dolichostylus är en tvåhjärtbladig växtart. Elaeocarpus dolichostylus ingår i släktet Elaeocarpus och familjen Elaeocarpaceae.

## Underarter
Arten delas in i följande underarter:
- E. d. collinus
- E. d. dolichostylus